# 克拉斯尼克

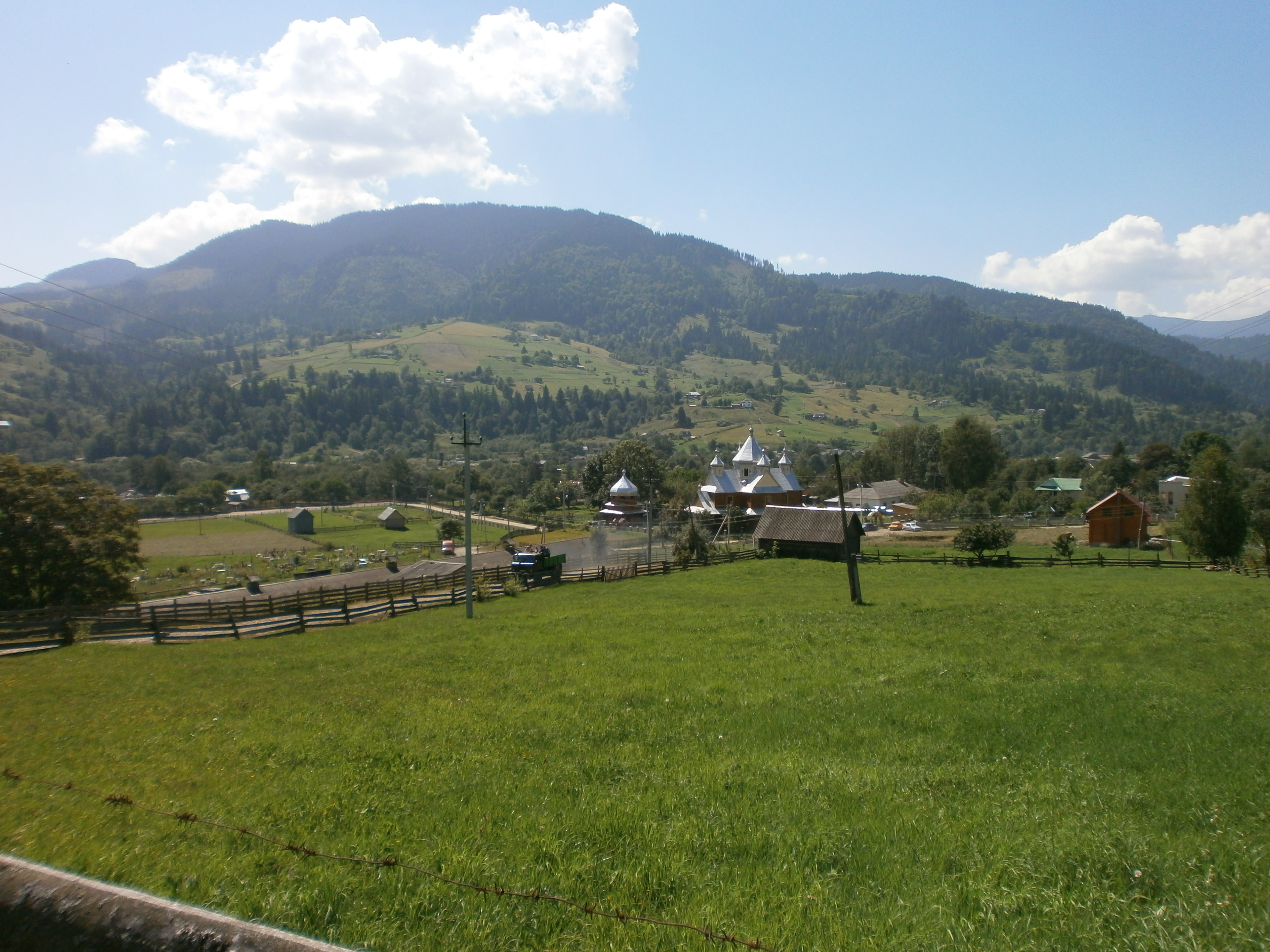

克拉斯尼克（烏克蘭語：Красник），是烏克蘭的村落，位於該國西部伊萬諾-弗蘭科夫斯克州，由韋爾霍維納區負責管轄，始建於1947年，面積50平方公里，2001年人口1,086，人口密度每平方公里21.7人。
48°8′40″N 24°44′11″E / 48.14444°N 24.73639°E